# Arenicola
Genre
Arenicola est un genre d'annélides marins de la famille des Arenicolidae. Ce genre cosmopolite regroupe des espèces qui vivent dans des terriers de sable plus ou moins vaseux, saturés d'eau de mer. Assez robustes, ils mesurent de 10 à 40 cm de longueur et sont souvent utilisés comme appât pour la pêche.

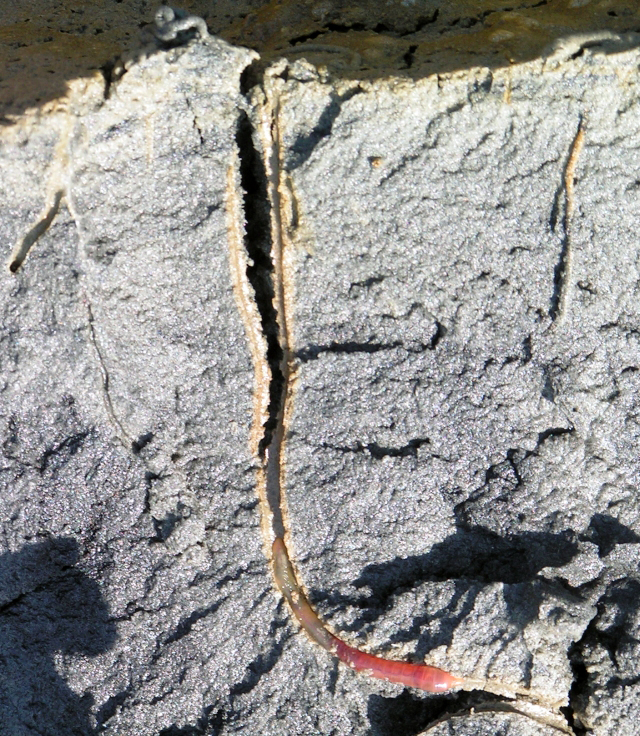
Jeune Arenicola dans son terrier, ouvert en coupe

## Liste d'espèces
Selon ITIS (25 avr. 2010) :
- Arenicola brasiliensis (Nonato, 1958)
- Arenicola cristata Stimpson, 1856
- Arenicola glacialis
- Arenicola marina (Linnaeus, 1758) - arénicole

Selon NCBI (25 avr. 2010) :
- Arenicola brasiliensis (Nonato, 1958)
- Arenicola cristata Stimpson, 1856
- Arenicola defodiens Cadman & Nelson-Smith, 1993
- Arenicola loveni
- Arenicola marina (Linnaeus, 1758) - arénicole